# Pickwick Records
Pour les articles homonymes, voir Pickwick.
 (janvier 2025).
Le contenu est difficilement compréhensible vu les erreurs de traduction, qui sont peut-être dues à l'utilisation d'un logiciel de traduction automatique.
Pickwick est une compagnie de disque indépendante.

## Description
C'est une étiquette américaine et un distributeur de disques britanniques. C'est aussi l'étiquette filiale de Pickwick International, Inc., fabriquée par Keel Mfg. Corp.
Cette marque a été lancée au printemps 1965, lorsque Pickwick a conclu un nouvel accord avec Capitol Records, pour un leur catalogue de retour inutilisé.
Le label est connu également pour distribuer musique des petits labels, tels que Sonny Lester's Groove Merchant, Gene Redd's De-Lite Records, Chart Records et le label suédois Sonet Records.

### Artistes produits
Duane Eddy
- 1978 Collection

Will Ackerman
Lou Reed